# Anton Tatulinski
Anton Tatulinski (* 2. März 1869; † 1959) war ein Abgeordneter der deutschen Minderheit im polnischen Sejm.

## Leben
Tatulinski, Sohn eines Landwirts, absolvierte das preußische Lehrerseminar und war anschließend als Lehrer in den Kreisen Karthaus und Neustadt tätig. Seit 1893 lehrte er an der landwirtschaftlichen Fortbildungsschule in Linde (Linja). Nebenamtlich bekleidete er für viele Jahre das Amt des preußischen Gemeinde- und Amtsvorstehers. Mehrfach wurde er in den preußischen Kreistag gewählt. Nach dem Ersten Weltkrieg musste er seine Ämter niederlegen und trat in den Ruhestand.
Von 1928 bis 1930 war Tatulinski für den Block der Nationalen Minderheiten (BNM) Abgeordneter für den Wahlkreis Dirschau (Pommerellen) im polnischen Sejm.